# قائمة قمم مجموعة العشرين
قمم مجموعة العشرين هي مجموعة من القمم التي تضم الرؤساء والتي بدأت بشكل دوري ورسمي منذ عام 2008، واجتماعات لوزراء المالية ورؤساء البنوك المركزية والعمل والاقتصاديين في الدول الأعضاء.

## القمم الرئاسية
| القمة | التاريخ                   | الدولة المضيفة   | المدينة المضيفة | المكان                          | الرئيس المضيف       | المصدر               | الشعار |
| --- | ------------------------- | ---------------- | --------------- | ------------------------------- | ------------------- | -------------------- | ------ |
| الأولى | 14–15 نوفمبر 2008         | الولايات المتحدة | واشنطن العاصمة  | متحف البناء الوطني              | جورج دبليو بوش      | [ 1 ]                |        |
| الثانية | 2 أبريل 2009              | المملكة المتحدة  | لندن            | اكسيل لندن1                     | جوردون براون        | [ 2 ]                |        |
| الثالثة | 24–25 سبتمبر 2009         | الولايات المتحدة | بيتسبرغ         | مركز ديفيد لورنس للمؤتمرات      | باراك أوباما        | 2                    |        |
| الرابعة | 26–27 يونيو 2010          | كندا             | تورونتو         | مترو تورونتو للمؤتمرات          | ستيفن هاربر         | [ 4 ] [ 5 ]          |        |
| الخامسة | 11–12 نوفمبر 2010         | كوريا الجنوبية   | سول             | مركز كويكس للمؤتمرات والمعارض 2 | إي ميونغ باك        | [ 6 ]                |        |
| السادسة | 3–4 نوفمبر 2011           | فرنسا            | كان             | قصر المؤتمرات والمعارض          | نيكولا ساركوزي      | [ 7 ] [ 8 ]          |        |
| السابعة | 18–19 يونيو 2012          | المكسيك          | لوس كابوس       | مركز لوس كابوس للمؤتمرات        | فيليبي كالديرون     | [ 9 ] [ 10 ] [ 11 ]  |        |
| الثامنة | 5–6 سبتمبر 2013           | روسيا            | سانت بطرسبرغ    | قصر قسطنطين3                    | فلاديمير بوتين      | [ 12 ] [ 13 ] [ 14 ] |        |
| التاسعة | 15–16 نوفمبر 2014         | أستراليا         | بريزبان         | مركز بريزبان للمؤتمرات والمعارض | توني أبوت           | [ 15 ]               |        |
| العاشرة | 15–16 نوفمبر 2015         | تركيا            | أنطاليا         | ريجنوم كاريا                    | رجب طيب أردوغان     | [ 16 ] [ 17 ]        |        |
| الحادي عشر | 4–5 سبتمبر 2016           | الصين            | هانغتشو         | مركز هانغتشو الدولي للمؤتمرات 4 | شي جين بينغ         | [ 13 ] [ 16 ] [ 18 ] |        |
| الثاني عشر | 7–8 يوليو 2017            | ألمانيا          | هامبورغ         | هامبورغ ميسي                    | أنغيلا ميركل        | [ 13 ] [ 16 ]        |        |
| الثالث عشر | 30 نوفمبر – 1 ديسمبر 2018 | الأرجنتين        | بوينس آيرس      | مركز كوستا سالغيرو              | ماوريسيو ماكري      | [ 19 ] [ 20 ]        |        |
| الرابع عشر | 28–29 يونيو 2019          | اليابان          | أوساكا          | انتيكس أوساكا 5                 | شينزو آبي           | [ 22 ]               |        |
| الخامس عشر | 21–22 نوفمبر 2020         | السعودية         | الرياض          | مركز الملك عبد الله المالي      | سلمان بن عبد العزيز | [ 23 ] [ 24 ] [ 25 ] |        |
| السادس عشر | 30 -31 أكتوبر 2021        | إيطاليا          | روما            |                                 |                     | [ 26 ]               |        |
| السابع عشر | 2022                      | الهند            | نيودلهي         |                                 |                     | [ 26 ]               |        |
| 1 الموقع الإلكتروني للحكومة البريطانية لمؤتمر قمة مجموعة العشرين لعام 2009 في لندن 2 الموقع الإلكتروني للحكومة الكورية لمؤتمر قمة مجموعة العشرين لعام 2010 في سيول 3 الموقع الإلكتروني للحكومة الروسية لمؤتمر قمة مجموعة العشرين لعام 2013 في سانت بطرسبرغ 4 الموقع الإلكتروني الرسمي لهذه القمم 5</supالموقع الإلكتروني للحكومة اليابانية لمؤتمر قمة مجموعة العشرين لعام 2019 في أوساكا |                           |                  |                 |                                 |                     |                      |        |

## القمم على مستوى الوزراء

### وزراء المالية والبنوك المركزية
| السنة | المكان                         | التواريخ    | ملاحظات                                                     |
| ----- | ------------------------------ | ----------- | ----------------------------------------------------------- |
| 1999  | برلين، ألمانيا                 |             |                                                             |
| 2000  | مونتريال، كندا                 |             |                                                             |
| 2001  | أوتاوا، كندا                   |             |                                                             |
| 2002  | نيودلهي، الهند                 |             |                                                             |
| 2003  | موريليا، المكسيك               |             |                                                             |
| 2004  | برلين، ألمانيا                 |             |                                                             |
| 2005  | بكين، الصين                    |             |                                                             |
| 2006  | ملبورن، أستراليا               |             |                                                             |
| 2007  | كيب تاون، جنوب أفريقيا         |             |                                                             |
| 2008  | ساو باولو، البرازيل            |             |                                                             |
| 2009  | هورشام، المملكة المتحدة        | مارس        |                                                             |
| 2009  | لندن، المملكة المتحدة          | سبتمبر      |                                                             |
| 2009  | سنت اندروز، المملكة المتحدة    | نوفمبر      |                                                             |
| 2010  | إنتشون، كوريا الجنوبية         | فبراير      |                                                             |
| 2010  | تورونتو، كندا                  | يونيو       |                                                             |
| 2010  | سول، كوريا الجنوبية            | نوفمبر      |                                                             |
| 2011  | باريس، فرنسا                   | فبراير      |                                                             |
| 2011  | واشنطن دي سي، الولايات المتحدة | أبريل       |                                                             |
| 2011  | واشنطن دي سي، الولايات المتحدة | سبتمبر      | جزء من الاجتماع السنوي بين صندوق النقد الدولي والبنك الدولي |
| 2011  | باريس، فرنسا                   | أكتوبر      |                                                             |
| 2011  | كان، فرنسا                     | نوفمبر      |                                                             |
| 2012  | مكسيكو سيتي، المكسيك           | فبراير      |                                                             |
| 2012  | واشنطن دي سي، الولايات المتحدة | أبريل       |                                                             |
| 2012  | مكسيكو سيتي، المكسيك           | نوفمبر      | [ 28 ]                                                      |
| 2013  | موسكو، روسيا                   | فبراير      | [ 29 ]                                                      |
| 2013  | واشنطن دي سي، الولايات المتحدة | أبريل       | جزء من الاجتماع السنوي بين صندوق النقد الدولي والبنك الدولي |
| 2013  | واشنطن دي سي، الولايات المتحدة | أكتوبر      | إستكمال للإجتماع السابق                                     |
| 2014  | سيدني، أستراليا                | فبراير      |                                                             |
| 2014  | واشنطن دي سي، الولايات المتحدة | أبريل       |                                                             |
| 2014  | كيرنز، أستراليا                | سبتمبر      |                                                             |
| 2015  | إسطنبول، تركيا                 | فبراير 9–10 | [ 32 ]                                                      |
| 2016  | تشنغدو، الصين                  | يوليو       | [ 33 ] [ 34 ]                                               |
| 2017  | بادن بادن، ألمانيا             | مارس        | [ 33 ] [ 35 ] [ 36 ] [ 37 ]                                 |

### وزراء العمل والتوظيف
| السنة | الدولة           | المدينة            | التاريخ | ملاحظات |
| ----- | ---------------- | ------------------ | ------- | ------- |
| 2010  | الولايات المتحدة | واشنطن العاصمة     |         |         |
| 2011  | فرنسا            | باريس              |         |         |
| 2012  | المكسيك          | غوادالاخارا        |         |         |
| 2013  | روسيا            | موسكو              |         |         |
| 2014  | أستراليا         | ملبورن             |         |         |
| 2015  | تركيا            | أنقرة              |         |         |
| 2016  | الصين            | بكين               |         |         |
| 2017  | ألمانيا          | باد نوينار-آرفايلر |         |         |
| 2019  | اليابان          | ماتسوياما          |         |         |

### وزراء الخارجية
| السنة | الدولة  | المدينة | التاريخ | ملاحظات |
| ----- | ------- | ------- | ------- | ------- |
| 2017  | ألمانيا | بون     | فبراير  |         |

## قمم مجموعة العشرين للأعمال
| السنة | الدولة    | المدينة      | التاريخ | ملاحظات |
| ----- | --------- | ------------ | ------- | ------- |
| 2012  | المكسيك   | لوس كابوس    |         |         |
| 2013  | روسيا     | سانت بطرسبرغ |         |         |
| 2014  | أستراليا  | سيدني        |         |         |
| 2015  | تركيا     | أنقرة        |         |         |
| 2016  | الصين     | هانغتشو      |         |         |
| 2017  | ألمانيا   | برلين        |         |         |
| 2018  | الأرجنتين | بوينس آيرس   |         |         |

## قمم مجموعة العشرين للمجتمع مدني
| السنة | الدولة   | المدينة | التاريخ | ملاحظات |
| ----- | -------- | ------- | ------- | ------- |
| 2014  | أستراليا | ملبورن  |         |         |
| 2015  | تركيا    | إسطنبول |         |         |
| 2017  | ألمانيا  | هامبورغ |         |         |

## قمم مجموعة العشرين لخلية التفكير
| السنة | الدولة  | المدينة      | التاريخ | ملاحظات |
| ----- | ------- | ------------ | ------- | ------- |
| 2012  | المكسيك | مدينة مكسيكو |         |         |
| 2013  | روسيا   | موسكو        |         |         |
| 2017  | ألمانيا | برلين        |         |         |

## قمم مجموعة العشرين للمرأة
| السنة | الدولة  | المدينة | التاريخ | ملاحظات |
| ----- | ------- | ------- | ------- | ------- |
| 2017  | ألمانيا | برلين   |         |         |

## قمم مجموعة العشرين للشباب
| السنة | الدولة    | المدينة      | التاريخ | ملاحظات |
| ----- | --------- | ------------ | ------- | ------- |
| 2010  | كندا      | فانكوفر      |         |         |
| 2011  | فرنسا     | باريس        |         |         |
| 2012  | المكسيك   | لوس كابوس    |         |         |
| 2013  | روسيا     | سانت بطرسبرغ |         |         |
| 2014  | أستراليا  | سيدني        |         |         |
| 2015  | تركيا     | إسطنبول      |         |         |
| 2016  | الصين     | بكين         |         |         |
| 2017  | ألمانيا   | برلين        |         |         |
| 2018  | الأرجنتين | قرطبة        |         |         |

## قمم مجموعة العشرين للتجارة والاستثمار
| السنة | الدولة  | المدينة      | التاريخ | ملاحظات |
| ----- | ------- | ------------ | ------- | ------- |
| 2012  | المكسيك | مدينة مكسيكو |         |         |